# Aspidium radicans
Aspidium radicans là một loài dương xỉ trong họ Tectariaceae. Loài này được Sieb. mô tả khoa học đầu tiên.
Danh pháp khoa học của loài này chưa được làm sáng tỏ. 